# Wilhelm Schadow (Politiker)
Wilhelm Schadow (* 9. Januar 1871 in Naundorf, Landkreis Calau; † 20. Juni 1937) war ein deutscher sozialdemokratischer Politiker.
Schadow war gelernter Weber und arbeitete bis 1903 in der Textilindustrie. Anschließend war er bis 1906 als Lagerhalter eines Konsumvereins in Cottbus tätig. Danach war Schadow bis 1933 Angestellter bei der Ortskrankenkasse in dieser Stadt.
Politisch war Schadow von 1903 bis 1928 Vorsitzender der SPD im Kreis Cottbus-Spremberg. Außerdem war er bis 1933 Mitglied der Gemeindevertretung von Kolkwitz. Daneben war er auch als Schöffe und Gerichtsmann tätig.
Zwischen 1919 und 1921 war Schadow Mitglied der Preußischen Landesversammlung und danach bis 1932 Mitglied des preußischen Landtages.